# Клан Піткерн

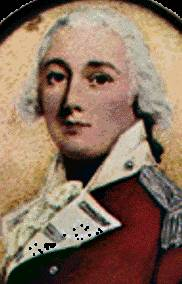
Майор Джон Піткерн (1722—1775).

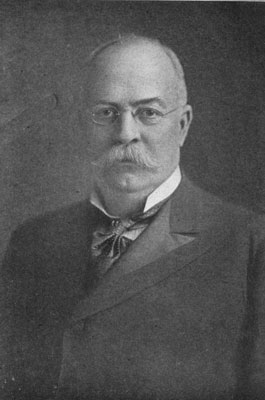
Роберт Піткерн (1836—1909).

Клан Піткерн (шотл. — Clan Pitcairn) — один з кланів рівнинної частини Шотландії — Лоулендсу. Клан не має визнаного герольдами Шотландії вождя, тому називається в Шотландії «кланом зброєносців».
Гасло клану: Plena Refulget — Світити яскраво (лат.)

## Історія клану Піткерн
Назва клану Піткерн має територіальне походження. Назва клану походить під назви земель Піткерн чи Петкаран в приході Леслі, що в Файфі. Вважається, що клан Піткерн є одним з найдавніших кланів в Шотландії.
Вільям де Петкаран був присяжним в суді до 1249 році в Дунфермлайн. Джон де Петкарн або де Піткарн отримав у дар землі Іннернехі у 1250 році від сера Х'ю де Абернехі і відповідну грамоту.
У 1296 році король Англії Едвард І Довгоногий завоював Шотландію і змусив вождів шотландських кланів присягнути йому на вірність, підписати відповідний документ — «Рагман Роллс». У цьому документі є ім'я вождя клану Піткерн — Переса де Пектарна.
У 1513 році вождь клану Піткерн — Ендрю Піткерн мав 7 синів і брав участь у битві під Флодден і загинув під час цієї битви разом зі всіма своїми синами. У документах 1512 та 1518 року згадується Девід Петкарн чи то Девід Піткарінн — архідиякон Брехіна.
У час регентства комендантом абатства Дунфермлайн був Роберт Піткерн. Він же був секретарем регентів Мореї, Леннокса, Мара, Мортона. Він вважався зразковим державним діячем, був запеклим ворогом королеви Марії Стюарт, вірним слугою регентів королівства. Він супроводжував регента Мореї до Англії в 1568 році, брав участь у судовому процесі і виправдовував регента Мореї щодо його дій проти королеви. Потім він був одним із комісарів у місті Йорк.
Клан Піткерн довгий час жив і процвітав в Файфі, його вожді були одними з лайрдів Файфу. Вожді клану Файф підтримали повстання якобітів у 1715 та у 1745 роках і були за це потім — після поразки повстань покарані.
Вважається, що перший постріл під час війни за незалежність Сполучених Штатів Америки зробив Джон Піткерн (1722—1775), що служив в полку Королівської морської піхоти Великої Британії. Він брав участь у битві під Лексінгтоном. До цього він жив в Бостоні і був шанованим офіцером і громадянином міста.
Роберт Піткерн служив на флоті, він був 15 річним мічманом на кораблі, що відкрив острів Піткерн в південній частині Тихого океану у 1767 році. Він же першим побачив цей острів і закричав: «Земля!» Він був сином майора Джона Піткерна.
Останнє оповідання, яке написав Вальтер Скотт було оповіданням про кримінальну драму Роберта Піткерна.
Є різні варіанти назви клану: Petcairne, Petcarne, Pettcarne, Petkarn, Petkarne, Pitcarne, Pytcarne.

## Видатні люди клану Піткерн
- Майор Джон Піткерн (28 грудня 1722 — 17 червень 1775) — британський морський офіцер, служив в Бостоні — нині штат Массачусетс на початку американської війни за незалежність. Народився в 1722 році в місті Дісарт — в портовому місті в Файф, Шотландія. Його батьками були преподобний Девід Піткерн та Кетрін (Гамільтон) Піткерн. Він служив в Королівській морській піхоті, отримав звання лейтенанта в 1746 році, служив в Канаді під час війни з Францією та під час війн з індіанцями як капітан, отримав звання майора в 1771 році. У 1774 році він прибув до Бостона — нині штат Массачусетс, в команді 600 британських морських піхотинців, що була відправлена для підтримки британських військ в неспокійних колоніях. Він був шанованим громадянином міста Бостон, вважався одним з найбільш розумних офіцерів окупаційних сил. Він був в команді передових загонів, що марширували в Лексінгтон і Конкорд 19 квітня 1775 року, коли почалася американська війна за незалежність. Його кінь був убитий під ним під час бою. Він втратив пару своїх пістолетів, коли багаж колони була залишений напризволяще. Один із лідерів патріотів Патнем захопив ці пістолети і проніс їх через всю війну. У битві під Банкер-Хілл два місяці по тому майор Піткерн командував резервною силою 300 солдат Королівської морської піхоти. Вони висадились на південному краю півострова Чарлстаун. Коли перші атаки зазнали невдачі, майор Піткерн повів своїх людей вгору по схилу в напрямку до американської позиції, в нього влучила куля з мушкета. Як кажуть, вистрілив колишній раб Пітер Салем. Майор Піткерн впав на руки свого сина Вільяма — також офіцера Королівської морської піхоти, що вигукнув: «Я втратив свого батька!» Деякі морські піхотинці намагалися втішити сина, в той час як інші не могли подолати з емоції і відкрито плакали. Піткерн привезли назад в Бостон, де він помер від рани через кілька годин. Він похований на кладовищі Старої Північної церкви в Бостоні. Картина художника Джона Трумбалла битви під Банкер-Хілл зображує смерть Піткерна, хоча з декількома помилками і анахронізмами. Майор Піткерн також зображений на картині битви Лексінгтон в ротонді Капітолія США.
- Роберт Піткерн (6 травня 1752—1770) — мічман в Королівського флоту Великої Британії. Острів Піткерн був названий на його честь. Він був першою людиною, щоб побачила острів 2 липня 1767 року, під час плавання в південній частині Тихого океану на кораблі «Ластівка» під проводом капітана Філіпа Картера. Народився в місті Буртісланд в Файфі. Його батько — Джон Піткерн (1722—1775) був офіцером Королівської морської піхоти, що командував британськими загонами в американських колоніях під час війни за незалежність. Його дід по батьковій лінії — Девід Піткерн був священиком в Дайсарті, в Файфі, і його бабуся по батьківській лінії — Кетрін була дочкою Вільяма Гамільтона. Його мати Елізабет (1724—1809) була дочкою Роберта Далрімпла. Його дядько Вільям Піткерн (1712—1791) був лікарем в лікарні Святого Варфоломія в Лондоні. Він мав вісім братів і сестер (чотири брати і чотири семтри). Серед них були — його брат Девід Піткерн (1749—1809), що став лікарем в лікарні Святого Варфоломія в Лондоні, його сестра Кетрін Піткерн вийшла заміж за Чарльза Кокрейна, сина Томаса Кокрейна — VIII графа Дундоналда і двоюрідного брата адмірала Томаса Кокрейна — Х графа Дундоналда, що служив у британській армії і загинув у 1781 році під час блокади Йорктауна; його сестра Енн була матір'ю сера Джона Кемпбелла (1780—1863). Роберт Піткерн служив на кораблі «Емеральд» — 32-гарматному кораблі флоту, потім на кораблі «Ластівка» в липні 1766 року як гардемарин (у журналі корабля було записано, що йому 19 років, але записи про хрещення показують, що йому було лише 14). Роберт Піткерн повернувся в Англію на кораблі «Ластівка» в березні 1769 року. Потім в травні 1769 року він пішов на службу на корабель Ост-Індської компанії «Аврора» — 32-гарматний фрегат, яким командував капітан Томас Лі. Він відплив з Англії на «Аврорі» в вересні, і був на мисі Доброї Надії в грудні 1769 року. Корабель досяг Коморських островів, де безслідно зник. Можливо, він потрапив у тропічний шторм і зазнав катастрофи біля Стар-Банк біля Мадагаскару в 1770 році.
- Роберт Піткерн (6 травня 1836 — 25 липня 1909) — керівник шотландсько-американської залізниці, що очолював відділ залізниці Пітсбургу в Пенсільванії в кінці 19-го століття. Він був братом засновника компанії «Гласс» Джон Піткерна. Роберт Піткерн народився в Джонстоні, Ренфруширі, Шотландія. Він супроводжував своїх батьків в Сполучені Штати і оселилися в Піттсбурзі, штат Пенсільванія. Його перша робота була посильним для Східної телеграфної компанії, де він працював разом з майбутнім сталеливарний магнат Ендрю Карнегі. У 1853 році, коли Карнегі поїхав працювати на залізницю Пенсільванії, він взяв Піткерна на роботу як агента з продажу квитків в Маунтайн-Хаус у Холлідейсбурзі, звідти він був переведений в Алтуна. Обидва чоловіки швидко просувалися вгору. Коли Ендрю Карнегі покинув залізницю, щоб почати свою справу, Піткерн замінив Карнегі як генерального агента і інспектора відділу Піттсбурга в залізницях Пенсільванії. Він був одним з фінансових покровитів залізничника Джорджа Вестінгауза. 26 липня 1856 року Роберт Піткерн одружився з Елізабет Ерб Рігг з Алтуна, штат Пенсільванія. Їх діти: Агнес Лауренс Піткерн (нар. в 1857 році), Ліліан Піткерн (нар. в 1859 році), Сьюзен Бланк Піткерн (нар. в 1868 році) і Роберт Піткерн Молодший (нар. 2 жовтня 1874 року). У наступні роки (1906) пан Піткерн Молодший побудував будинок в Пасадені в Каліфорнії, розроблений архітектурною фірмою «Грін та Грін». Родинний дім Піткерн був на розі Еллсуорд і Амберсон авеню в Шейдісайд. Роберт Піткерн був глибоко релігійною людиною, він мав пресвітеріанські переконання і був засновником Шейдісайдської пресвітеріанської церкви в Піттсбурзі в Іст-Енді.
- Роберт Піткерн (14 серпня 1793 — 11 липня 1855) — шотландський антиквар і вчений, що сприяв роботі Вальтера Скотта і клубу «Беннітайн». Він був автором робіт по кримінальному судочинству та щодо інших процесуальних дій Високого суду Шотландії (1829—1833). Він був керівником Единбурзької друкарні і видавничої компанії, секретарем товариства «Кельвін Транслейтінг». Роберт Піткерн був членом товариства антикварів Шотландії, клубу письменників «Перстень Його Величності», членом клубу «Мейтленд». Він народився в Единбурзі в 1793 році, був другим сином Роберта Піткерна. Він проходив підготовку як адвокат і був прийнятий у товариство юристів 21 листопада 1815. Він був другом і соратником сера Вальтера Скотта, шукав для нього історичні факти та інформацію. Він одружився з Естер Хайн Хант — дочкою Генрі Ханта 4 вересня 1839 року. Помер від хвороби серця в Единбурзі в 1855 році. Похований на кладовищі Нью-Калтон в склепі, що прилягає до склепу Стівенсонів.